# Nedde
Nedde – miejscowość i gmina we Francji, w regionie Nowa Akwitania, w departamencie Haute-Vienne.
Według danych na rok 1990 gminę zamieszkiwały 584 osoby, a gęstość zaludnienia wynosiła 11 osób/km² (wśród 747 gmin Limousin Nedde plasuje się na 223. miejscu pod względem liczby ludności, natomiast pod względem powierzchni na miejscu 25.).

## Galeria

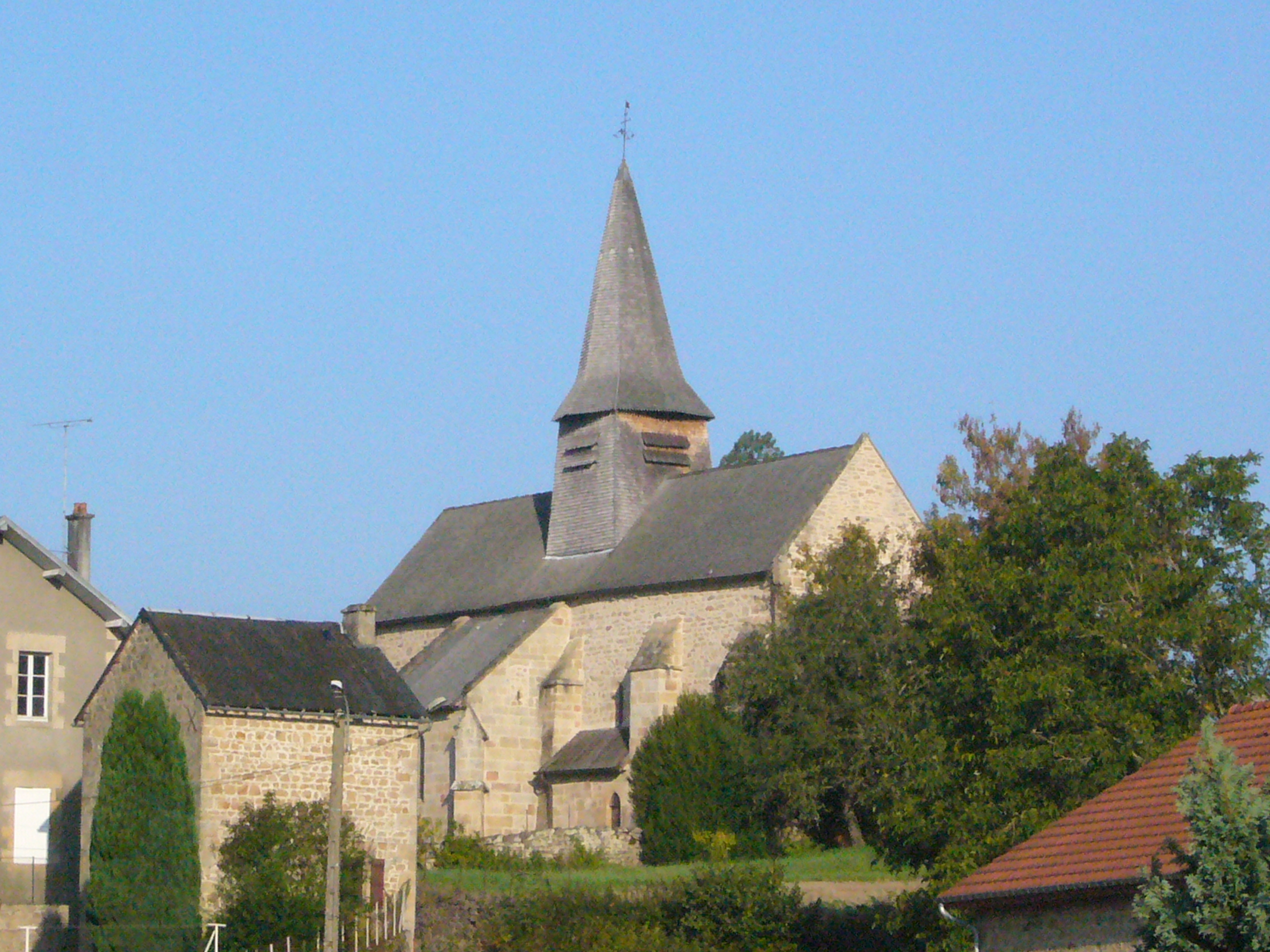
Zabytkowy Kościół św. Marcina[1] (2009)
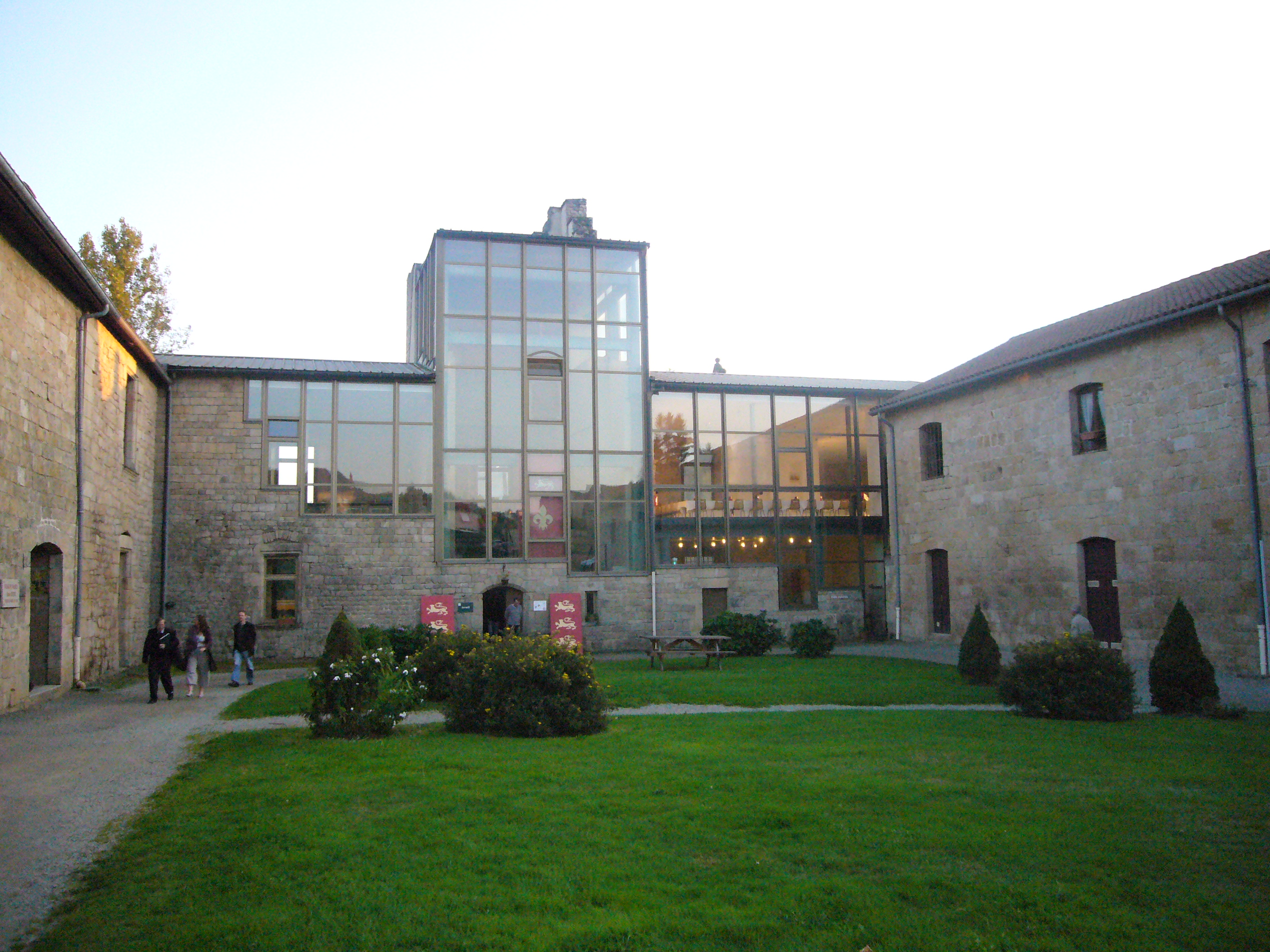
Zabytkowy Zamek Nedde[2] (2008)

## Populacja

Populacja Nedde w latach 1962–2008